# Küng Holding
Die Küng Holding AG Bern ist ein Schweizer Mineralöl- und Automobilhandelsunternehmen mit Sitz in Bern. Sie wurde 1905 gegründet und umfasst die beiden Tochtergesellschaften Küng AG Bern und Belwag AG Bern. Die Unternehmensgruppe beschäftigt rund 180 Mitarbeitende.
Die Küng AG Bern umfasst die Geschäftsbereiche Heiz-, Treib- und Schmierstoffe. Unter der Marke AVIA wickelt sie im Raum Bern/Freiburg/Solothurn den Grosshandel und die Distribution von Mineralölprodukten ab.
Die Belwag AG Bern bietet Dienstleistungen rund ums Auto. Ihr Kerngeschäft ist der Verkauf von Personen- und Nutzfahrzeugen der Marken Opel, Mazda, Fiat, Dodge, Ram, Suzuki, Chevrolet und Cadillac. Das Unternehmen verfügt in Bern und Umgebung über fünf Autohäuser. Diese sind nebst dem Verkauf von Neu- und Gebrauchtwagen auch als Autowerkstatt tätig und führen entsprechende Service- und Reparaturarbeiten durch. Darüber hinaus betreibt die BELWAG AG BERN die beiden Parkhäuser City West und Casinoparking.

## Belege
1. ↑  Unternehmensprofil. 2006, ehemals im Original (nicht mehr online verfügbar); abgerufen am 23. Februar 2009 (Kein Archivlink verfügbar). (Seite nicht mehr abrufbar. Suche in Webarchiven)